# Allactaga major
Allactaga major је врста глодара из породице скочимиш (Dipodidae).

## Распрострањење
Ареал врсте покрива средњи број држава. Врста је присутна у Русији, Украјини, Кини, Казахстану и Узбекистану. Присуство у Киргистану и Туркменистану је непотврђено.

## Станиште
Станишта врсте су шуме, степе, полупустиње и пустиње. 

## Начин живота
Број младунаца које женка доноси на свет је обично 3-6. Храни се биљкама, а повремено и инсектима и мекушцима.

## Угроженост
Ова врста је наведена као последња брига, јер има широко распрострањење и честа је врста.